# Kiril Terziev
Kiril Terziev, född den 1 september 1983 i Petritj, är en bulgarisk brottare som tog OS-brons i welterviktsbrottning i fristilsklassen 2008 i Peking. 